# 平遥古城站
平遥古城站位于中华人民共和国山西省晋中市平遥县西南，是大西高速铁路上的一个车站。于2014年7月1日随大西客运专线建成投入使用，现由中国铁路太原局集团介休车务段管辖。本站在建设过程中曾拟命名为平遥东站。

## 歷史
- 2014年7月1日，隨著大西客运专线太原－西安段通车启用[3]。

## 车站结构
中间站，设2个站台，4股道，其中包含正线2条，到发线2条。
| 南↑ |      |                                                              |  |
|     | 侧式 |                                                              |  |
|     | 2    | 到发线                                                       |  |
| Ⅰ道 | 无   | （祁县东站）大西高速铁路 下行正线 往西安北站方向（介休东站） |  |
| Ⅱ道 | 无   | （祁县东站）大西高速铁路 上行正线 往怀仁东站方向（介休东站） |  |
|     | 1    | 到发线                                                       |  |
|     | 侧式 |                                                              |  |
| 北↓ | 站房 | 进出站、接驳交通                                             |  |

## 旅客列车目的地
目前每天有30班旅客列车在本站停靠。
| 列车所属路局 | 目的地                                                   |
| ------------ | -------------------------------------------------------- |
| 北京局集团   | 北京丰台、运城北                                         |
| 太原局集团   | 宝鸡南、北京丰台、临汾西、太原南、西安北、永济北、运城北 |
| 西安局集团   | 太原南、西安北                                           |